# ヴィゴルツォーネ
ヴィゴルツォーネ（伊: Vigolzone）は、イタリア共和国エミリア＝ロマーニャ州ピアチェンツァ県にある、人口約4,200人の基礎自治体（コムーネ）。

## 地理

### 位置・広がり

#### 隣接コムーネ
隣接するコムーネは以下の通り。
- ベットラ
- ポデンツァーノ
- ポンテ・デッローリオ
- リヴェルガーロ
- サン・ジョルジョ・ピアチェンティーノ
- トラーヴォ

### 気候分類・地震分類
ヴィゴルツォーネにおけるイタリアの気候分類 (it) および度日は、zona E, 2668 GGである。
また、イタリアの地震リスク階級 (it) では、zona 3 (sismicità bassa) に分類される。

## 行政

### 分離集落
ヴィゴルツォーネには、以下の分離集落（フラツィオーネ）がある。
- Albarola, Bicchignano, Borgo di Sotto, Cabina, Carmiano, Chiulano, Grazzano Visconti, Veano, Villò